# F.M. Einheit
F.M. Einheit (egentligen Frank Martin Strauss, men kallas även "Mufti"), född 18 december 1958, är en tysk musiker, som bland annat har varit medlem i Einstürzende Neubauten, Abwärts och Palais Schaumburg. Han har under senare år bland annat arbetat som producent och låtskrivare. Se t.ex. samarbetet med den danska sångerskan Gry Bagøien på skivan "Public Recording", som släpptes år 2000. 